# Gnesau
Gnesau är en ort och kommun i Österrike. Den ligger i distriktet Feldkirchen i förbundslandet Kärnten, 240 km sydväst om huvudstaden Wien.
Kommunen består av 12 orter (Ortschaften) (inom parentes invånarantal 1 januari 2024):

- Bergl (84)
- Eben (21)
- Gnesau (379)
- Gurk (96)
- Görzberg (14)
- Görzwinkl (12)
- Haidenbach (74)
- Maitratten (43)
- Mitteregg (1)
- Sonnleiten (115)
- Weißenbach (48)
- Zedlitzdorf (150)